# John M. Wolverton

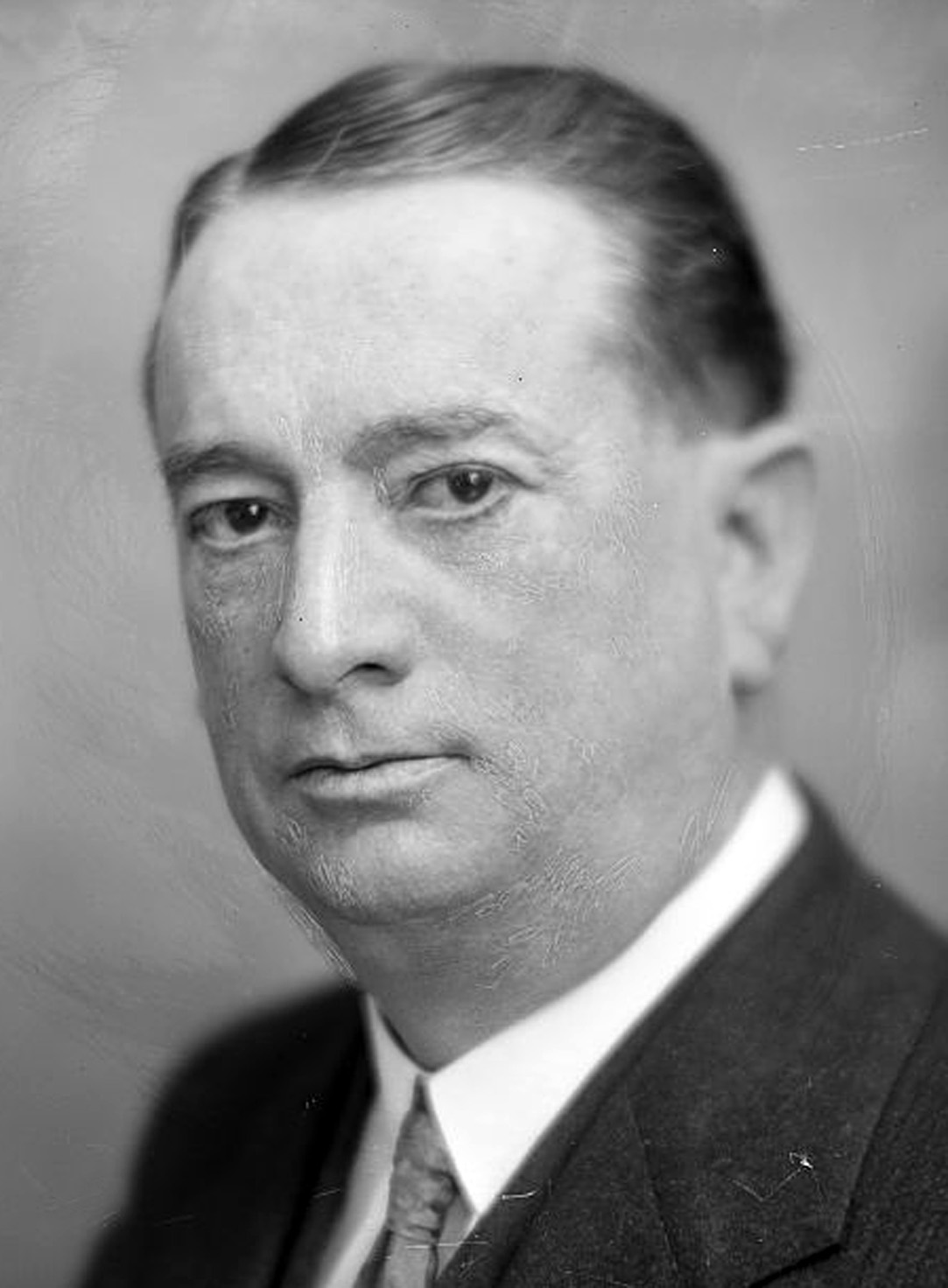
John M. Wolverton

John Marshall Wolverton (* 31. Januar 1872 in Big Bend, Calhoun County, West Virginia; † 19. August 1944 in Richwood, West Virginia) war ein US-amerikanischer Politiker.
Wolverton studierte am Law Department der West Virginia University in Morgantown. Nachdem er 1901 seinen Abschluss erhalten hatte, wurde er im selben Jahr in die Anwaltschaft aufgenommen und begann in Grantsville zu praktizieren. 1904 zog er nach Richwood. 1918 und 1919 war er Bürgermeister dieser Stadt. Zuvor war Wolverton 1913 bis 1917 Staatsanwalt im Nicholas County. Von 1921 bis 1925 übte er dieses Amt erneut aus.
Wolverton wurde als Republikaner in den 69. Kongress gewählt und vertrat dort vom 4. März 1925 bis zum 3. März 1927 den Bundesstaat West Virginia im US-Repräsentantenhaus. Seine erneute Kandidatur scheiterte 1926. Wolverton wurde erst wieder in den 71. Kongress gewählt und war damit vom 4. März 1929 bis zum 3. März 1931 ein zweites Mal Abgeordneter im US-Repräsentantenhaus. 1930, 1932 und zuletzt 1936 kandidierte er für einen Sitz im US-Repräsentantenhaus. Er konnte jedoch kein weiteres Mandat erringen. Nach seinem Ausscheiden aus der Politik begann er wieder in Richwood zu praktizieren. Wolverton starb 1944 in Richwood und wurde auf dem Odd Fellows Cemetery beigesetzt.